# William Gayraud
Pour les articles homonymes, voir Gayraud.
Pas d'image ? Cliquez ici

a Compétitions nationales et continentales officielles uniquement.

b Matchs officiels uniquement.
William Gayraud-Hirigoyen (né Marcel René Gayraud) est un sportif français, né le 1er mai 1898 à Laroque-Timbaut (Lot-et-Garonne) et mort le 9 décembre 1962 à Paris. Il joue au rugby à XV en tant que talonneur et est international. Outre le rugby, il pratique également au plus haut niveau les sports de glace comme le bobsleigh et le skeleton.

## Biographie
William Gayraud naît à Laroque-Timbaut à 5 heures du matin le 1er mai 1898 sous le nom de Marcel René Gayraud. Son père, Matthieu Hyppolite est alors un forgeron âgé de 27 ans et domicilié rue de la Côte dans cette même commune, tandis que sa mère, âgée de 18 ans, est sans profession. 
Pendant la guerre, William Gayraud est sous-officier d'artillerie. Il est décoré de la croix de guerre,. Il s'engage volontairement le 9 janvier 1917 et est affecté au 117e régiment d'artillerie lourde. Il est promu brigadier le 11 avril 1918 puis maréchal des logis le 2 septembre 1919. Il est « évacué et rayé des contrôles » le 6 novembre 1918 et rentre au dépôt le 22 décembre suivant. Il est libéré du service actif et renvoyé dans ses foyers à Agen le 9 janvier 1919. 
William Gayraud épouse Marie Hirigoyen (1894-1972) le 14 août 1920 à Toulouse,.
En 1920, il quitte le Lot-et-Garonne pour effectuer des études de kinésithérapie et, associant le nom de son épouse Hirigoyen au sien, il défend les couleurs du Stade toulousain au poste de talonneur. En équipe nationale, il obtient une unique sélection lors du Tournoi des Cinq Nations de 1920 en tant que talonneur lors du match contre l'Irlande à Dublin. Il marque le premier essai tricolore et la France l'emporte 15 à 7.
En bobsleigh et en skeleton, des années 1920 jusqu'en 1948, il a concouru à de nombreuses compétitions internationales. Il participe notamment aux Jeux olympiques d'hiver de 1928 à Saint-Moritz et aux Championnats du Monde de Saint-Moritz en 1947 au cours desquels il remporte une troisième place en bobsleigh à quatre.
Il excelle par ailleurs dans de nombreux autres disciplines sportives : la natation, l'aviron, la pelote basque, l'athlétisme et la boxe. Kinésithérapeute réputé, sa carrière professionnelle l'amène à Paris où il se reconvertit à l'arbitrage. En 1962, il désire se retirer en fin d'année dans sa ville d'Agen mais il meurt à son domicile parisien le 9 décembre 1962.